# 주름버섯목
주름버섯목(Agaricales)은 담자균문에 속하는, 사람들에게 친숙한 버섯을 포함하고 있는 목이다. 33개 과에 413개 속, 13000여 종을 포함하고 있으며, 이 중 6개 속은 화석 기록으로만 알려져 있는 멸종 속이다. 어디서나 발견되고 가장 널리 식용으로 소비되는 양송이 버섯부터 ‘죽음의 천사’로 불리는 치명적인 독우산광대버섯, 환각성 광대버섯, 생물발광 잭오랜턴버섯에 이르기까지 다양하다.

## 분포 및 서식지
주름버섯목 버섯은 어디에나 있으며 모든 대륙에서 발견된다. 대부분은 육상이고, 서식지는 모든 유형의 삼림과 초원을 포함하며 속마다 크게 다르다. 2005년 수중에서 자실체를 맺는 것으로 알려진 유일한 주름버섯인 Psathyrella Aquatica가 발견될 때까지 주름버섯목 버섯은 오랫동안 지상에서만 서식하는 것으로 간주되었다.

## 하위 과
| - 주름버섯과 (Agaricaceae) - 광대버섯과 (Amanitaceae) - 밀고약버섯과 (Amylocorticiaceae) - 소똥버섯과 (Bolbitiaceae) - Broomeiaceae - 국수버섯과 (Clavariaceae) - 끈적버섯과 (Cortinaceae) - 자색꽃구름버섯과 (Cyphellaceae) - Cystosteriaceae - 외대버섯과 (Entolmataceae) - 소혀버섯과 (Fistulinaceae) - Gigaspermaceae - Hemigasteraceae - 졸각버섯과 (Hydnagiaceae) - 벚꽃버섯과 (Hygrophoraceae) - 땀버섯과 (Inocybaceae) - Lymnoperdaceae - 만가닥버섯과 (Lyophyllaceae) | - 낙엽버섯과 (Marasmiaceae) - 애주름버섯과 (Mycenaceae) - Niaceae - 찻잔버섯과 (Nidulariaceae) - 화경버섯과 (Omphalotaceae) - Phelloriniaceae - 뽕나무버섯과 (Physalacreaceae) - 느타리과 (Pleurotaceae) - 난버섯과 (Pluteaceae) - 눈물버섯과 (Psathyrellaceae) - 깃싸리버섯과 (Pterulaceae) - 치마버섯과 (Schizophiyllaceae) - Stephanosporaceae - 독청버섯과 (Strophariaceae) - 주름버짐버섯과 (Tapinellaceae) - 송이버섯과 (Tricholomataceae) - 부들국수버섯과 (Typhulaceae) |